# Opera Sauvage
Opera Sauvage – ścieżka dźwiękowa do filmu L'Opéra sauvage Frédérica Rossifa, autorstwa Vangelisa, wydana w 1979 r.

## Lista utworów
1. Hymn (2:42)
2. Rêve (12:28)
3. L'Enfant (5:02)
4. Mouettes (2:27)
5. Chromatique (3:28)
6. Irlande (4:44)
7. Flamants roses (11:45)